# Hermann Maier-Leibnitz
Hermann Maier-Leibnitz (* 18. Juni 1885 in Schorndorf als Hermann Maier; † 11. August 1962 in Stuttgart) war ein deutscher Bauingenieur und Hochschullehrer für Eisen- und Industriebau.

## Leben

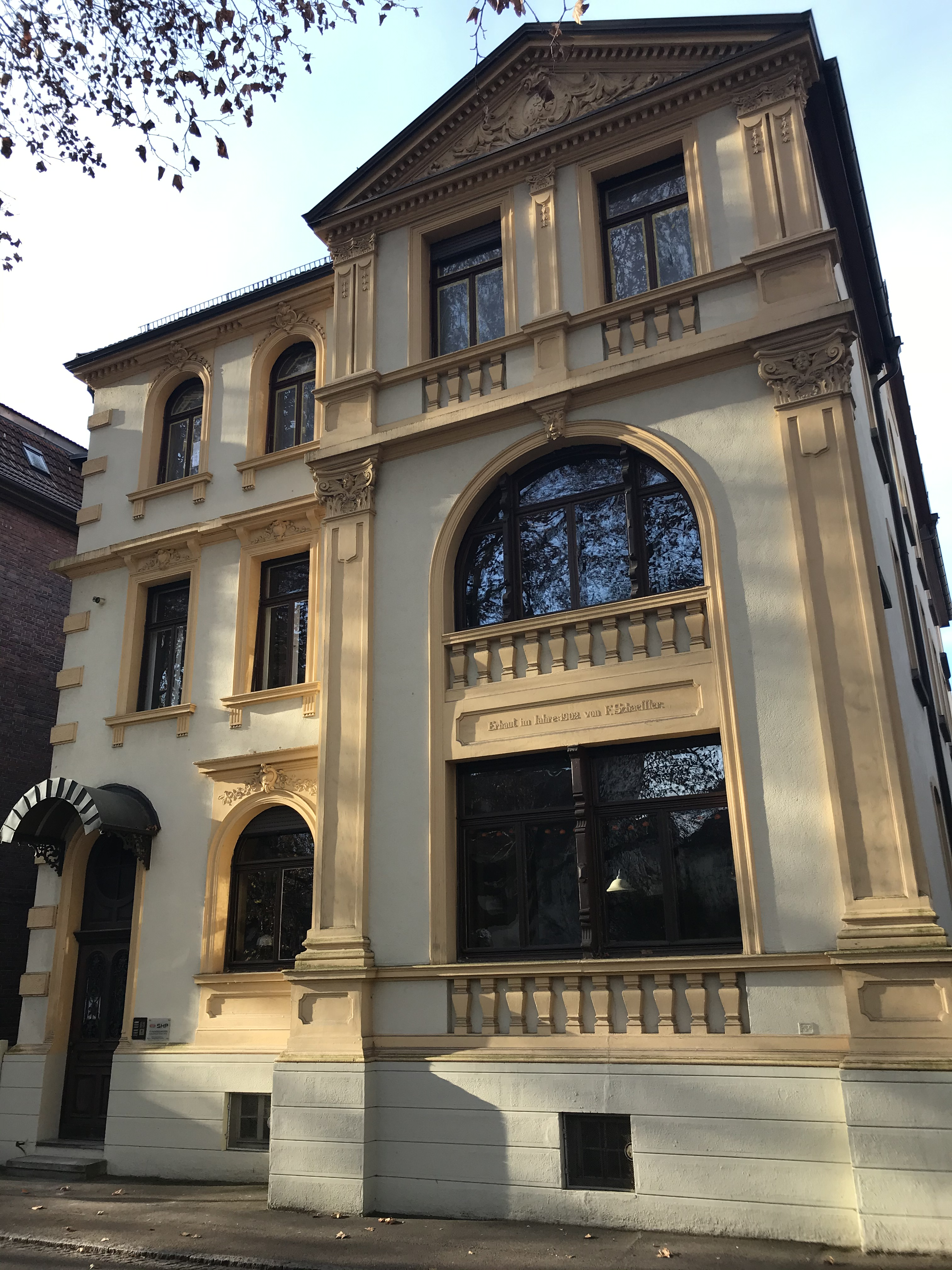
Wohnhaus in der Deffnerstraße 5

Hermann Maier war der Sohn eines Stadtbaumeisters und ein Bruder von Reinhold Maier. Während seines Studiums an der Technischen Hochschule Stuttgart – u. a. bei Emil Mörsch – wurde er Mitglied der Studentenverbindung „Akademische Gesellschaft Sonderbund“. Bald nach der Heirat mit Marianne Leibnitz änderte er 1910 seinen Nachnamen in Maier-Leibnitz. Ungefähr zur selben Zeit wechselte er seine Arbeitsstelle: War er vorher bei den Königlich Württembergischen Staats-Eisenbahnen beschäftigt gewesen, so arbeitete er nun bei der Maschinenfabrik Esslingen, bei der er 1914 Prokura erhielt. 1917 promovierte er an der Technischen Hochschule Stuttgart zum Dr.-Ing. Zwei Jahre später, im Alter von erst 34 Jahren, wurde er Professor für Statik des Eisen- und Industriebaus an der Technischen Hochschule Stuttgart.
1937 wurde Hermann Maier-Leibnitz aus der Reichsfachschaft für das Sachverständigenwesen ausgeschlossen. In der Zeit des Wiederaufbaus schrieb er ein dreibändiges Werk zur Baustatik, das zeitweise als Standardwerk des konstruktiven Ingenieurbaus in der Bundesrepublik Deutschland galt. Er gilt als einer der Begründer des Traglastverfahrens, wobei er mit Gábor von Kazinczy zusammenarbeitete. Ein weiterer Pionier auf diesem Gebiet war John Baker.
Aus der Ehe mit Marianne geb. Leibnitz gingen drei Kinder hervor, der Sohn Heinz (1911–2000) und die Töchter Susanne (* 1913) und Magdalene (1916–1941). Die Familie wohnte zunächst im Haus Marktplatz 25, dann im Kaisheimer Pfleghof (Burgsteige 1) und später im Haus Deffnerstraße 5 in Esslingen; ferner besaß Hermann Maier-Leibnitz gemeinsam mit seinem Bruder Reinhold ein Ferienhaus in Arosa, wo befreundete Wissenschaftler wie Niels Bohr, James Franck und Richard Courant oft zu Besuch waren.

## Ehrungen
- 1955: Großes Verdienstkreuz der Bundesrepublik Deutschland